# Лукарелли, Алессандро
Алесса́ндро Лукаре́лли (итал. Alessandro Lucarelli; 22 июля 1977, Ливорно) — итальянский футболист, защитник.

## Карьера
Алессандро Лукарелли воспитанник «Пьяченцы». Он дебютировал в профессиональном футболе в клубе «Леффе» в сезоне 1997/98, проведя там 29 игр. Затем Алессандро вернулся в «Пьяченцу» и выступал там до 2002 года, являясь твёрдым игроком основного состава команды. Оттуда защитник перешёл в «Палермо», а через год в «Фиорентину».
Из «Фиорентины» Лукарелли перешёл в «Ливорно», в составе которого забил свой первый гол на профессиональном уровне. В этой же команде он выступал со своим братом, Кристианом. Летом 2005 года Алессандро был продан в «Реджину» из-за несогласия с политикой президента команды, Альдо Спинелли, намеревавшегося продать его брата в другой клуб. В сезоне 2006/07 стал капитаном «Реджины».
В 2007 году Лукарелли стал игроком «Сиены», но вскоре, 22 августа 2007 года, был продан в «Дженоа». В Генуе Алессандро провёл один сезон. 25 июля 2008 года защитник перешёл в «Парму», подписав контракт на 3 года.
В 2015 году отказался от нескольких приглашений из Серии А ради того, чтобы остаться в «Парме» в серии D, став, таким образом, единственным игроком «Пармы», оставшимся в команде после понижения в классе. В 2018 году он помог «Парме» вернуться в серию А и завершил карьеру. Клуб в знак благодарности вывел из обращения 6-й номер, под которым выступал капитан.

## Награды
- Почётный гражданин Реджо-ди-Калабрии: от 27 мая 2007 года

## Личная жизнь
Брат Кристиано Лукарелли.